# Ogsjön
Ogsjön är en sjö i Mora kommun i Dalarna och ingår i Dalälvens huvudavrinningsområde. Sjön har en area på 0,324 kvadratkilometer och ligger 349,9 meter över havet. Sjön avvattnas av vattendraget Ogströmmen (Ogan).

## Delavrinningsområde
Ogsjön ingår i det delavrinningsområde (675307-138980) som SMHI kallar för Utloppet av Ogsjön. Medelhöjden är 405 meter över havet och ytan är 2,81 kvadratkilometer. Räknas de 29 avrinningsområdena uppströms in blir den ackumulerade arean 350,32 kvadratkilometer. Ogströmmen (Ogan) som avvattnar avrinningsområdet har biflödesordning 4, vilket innebär att vattnet flödar genom totalt 4 vattendrag innan det når havet efter 405 kilometer. Avrinningsområdet består mestadels av skog (55 procent) och sankmarker (26 procent). Avrinningsområdet har 0,33 kvadratkilometer vattenytor vilket ger det en sjöprocent på 11,6 procent.